# Спаяри, Педро
Педро Энрике Силва Спаяри (порт. Pedro Henrique Silva Spajari; род. 18 февраля 1997 года в Ампару, Бразилия) — бразильский пловец.

## Международная карьера
На чемпионате мира по плаванию среди юниоров в Сингапуре в 2015 году он финишировал 5-м в 100-метровке вольным стилем и 4-м в эстафете 4×100 м вольным стилем.
В 2016 году Спаяри обнаружил, что у него синдром Клайнфельтера, который выражается в том, что у человека кариотип 47,XXY. Из-за чего у него снижен природный уровень тестостерона в организме, что влияет на внимание и снижает иммунитет. Это снизило его результативность и разрушило его мечту выступать в сборной Бразилии на летних Олимпийских играх 2016 года в Рио-де-Жанейро. После обнаружения синдрома Клайнфельтера, он начал заместительную гормональную терапию, разрешенную ему спортивным руководством.
На Летней Универсиаде 2017 года он пришел 6-м в 100-метровке вольным стилем, 5-м в комплексной эстафете 4×100м и 6-м в эстафете 4×100 м вольным стилем. На чемпионате Пан-Тихоокеанского бассейна 2018 года в Токио, Спаяри выиграл золотую медаль в эстафете 4×100 метров для мужчин вольным стилем вместе с Габриэлем Сантосом, Марко Феррейрой Жуниор и Марсело Кьеригини. Он также финишировал 4-м в эстафете для мужчин 4×100 м вольным стилем, 6-м в 50-метровке вольном стиле для мужчин и 7-м в 100-метровке вольном стиле для мужчин.
На чемпионате мира по водным видам спорта 2019 года в Кванджу, в мужской эстафете 4×100 метров вольным стилем он финишировал 6-м, чем помог Бразилии пройти квалификацию на Олимпийские игры в Токио-2020.
На Панамериканских играх 2019 года в Лиме, Перу, он выиграл золотую медаль в мужской эстафете 4×100 метров вольным стилем вместе с Брено Коррейя, Марсело Кьеригини и Бруно Фратусом со временем 3:12,61, что стало новым панамериканским рекордом. В смешанной эстафете 4×100 м вольным стилем он выиграл серебряную медаль. Он также финишировал 5-м в 50-метровке вольным стилем среди мужчин.